# Délinquance
Le terme délinquance se réfère à un ensemble d'infractions et de délits. La désistance est l'arrêt d'un parcours de délinquance, au contraire de la récidive.

## Par pays

### Allemagne
Nombre de délits enregistrés pour 100 000 habitants en 2005 :
1. Francfort-sur-le-Main : 17 213
2. Berlin : 14 966
3. Hambourg : 14 111
4. Düsseldorf : 14 035
5. Cologne : 13 595

### États-Unis
À New York, comme dans le reste des États-Unis, la criminalité et la délinquance ont diminué depuis le début des années 1990. Cette baisse a été initialement attribuée uniquement aux politiques sécuritaires du maire Rudy Giuliani, entre 1993 et 1998 mais elle est plutôt due à la gentrification de New York qui a « poussé » une partie importante du crime vers le New Jersey[réf. nécessaire] et à des facteurs démographiques communs à l'ensemble des États-Unis comme l'a montré [Information douteuse] l'économiste Steven Levitt dans son livre Freakonomics. Durant cette période, le nombre de meurtres par an a été divisé par plus de trois. De nombreux politiciens[Qui ?] et penseurs conservateurs[Qui ?] ont récupéré avec plus ou moins de bonheur[évasif] la théorie de la vitre brisée corollaire de la tolérance zéro de Rudy Giuliani, avec des résultats nuls comme au Royaume-Uni (émeutes de Londres)[source insuffisante] voire contre-productifs (forte hausse des atteintes aux personnes en France)[source insuffisante]. Aujourd'hui, les criminologues[Qui ?] attribuent généralement les résultats de Giuliani à un mélange de chance, de facteurs démographiques et à une gestion plus rigoureuse des forces de police plutôt qu'à une démarche uniquement répressive[réf. souhaitée].
Ce phénomène de baisse de la criminalité a été étudié par Wallman et Blumstein en 2000, dans The Crime Drop in America et mesuré à partir d'une source statistique appelée l'Uniform Crime Report. Cette source statistique assure la collecte de données relatives aux infractions enregistrées par les forces de la police américaine et aux personnes arrêtées. Cependant, ces statistiques se concentrent essentiellement sur les causes directes de la baisse du taux d'homicides au détriment de facteurs plus généraux (économiques ou sociaux).

## Facteurs de risques
Un facteur de risque est défini comme une variable qui prédit une forte probabilité de délinquance. Ces facteurs ne sont pas forcément des causes de la délinquance. La Cambridge Study in Delinquent Development a notamment révélé que trois types de facteurs étaient statistiquement associés à la délinquance :
- les facteurs individuels, tels que la grande impulsivité ou l'intelligence limitée ;
- les influences familiales, telles que la criminalité des parents ;
- les influences sociales, telles que la pauvreté et les pairs délinquants.

Ces « facteurs de risques » s'opposent à des « facteurs de protection » qui peuvent soustraire des enfants à une vie de criminalité.

## Primo-délinquant
En criminologie, un primo-délinquant est une personne qui est condamnée pour avoir commis une infraction pénale pour la première fois. Dans le cadre du droit pénal, cette notion est particulièrement importante en permettant de distinguer les individus qui n'ont pas d'antécédents judiciaires des récidivistes.

## Prévention
Issu en 1992 du Forum Européen pour la Sécurité Urbaine, le Forum Français pour la Sécurité Urbaine réunit plus de cent trente collectivités territoriales. Il est dirigé par un Comité Exécutif de vingt-et-un membres élus représentatifs des sensibilités politiques et des diversités urbaines de la France.
Le Forum Français pour la Sécurité Urbaine dit se reconnaître dans les principes de la Charte « Démocratie et Sécurité ». Pour cela, il demande le renforcement du rôle des collectivités territoriales et des élus locaux et présente sa politique de sécurité selon trois axes : prévention, répression et solidarité.